# Torcești
Torcești – wieś w Rumunii, w okręgu Gałacz, w gminie Umbrărești. W 2011 roku liczyła 717 mieszkańców.